# Kuňka východní
Kuňka východní (Bombina orientalis) je žába dorůstající délky 4–6 cm; vzhledem připomíná kuňky žijící v našich oblastech. Hřbet těla má bradavičnatý povrch s jedovými žlázami (z nichž vylučuje mléčnou tekutinu, která dráždí sliznici tlamy a oči nepřítele) a je zbarven do zelených, případně hnědých odstínů v kombinaci s černou. Bříško má oranžové až červené s černými skvrnami. Toto výstrařné zbarvení může být u odchovaných jedinců méně výrazné. Samička je většinou robustnější než sameček, který má delší a silnější přední končetiny.

## Výskyt
Kuňka východní žije v chladných pomalu tekoucích nebo stojatých vodách. Původem je ze Sibiře, severovýchodní Číny a Korey, v dnešní době se běžně vyskytuje také v Japonsku a přilehlých oblastech.

## Potrava
Dospělý jedinec kuňky východní je masožravec. Živí se převážně hmyzem a kroužkovci. Pulci se živí vodním planktonem a drobnými vodními korýši (buchankami, perloočkami atd.). Kuňky mají okrouhlý, málo pohyblivý nevymrštitelný jazyk, proto chytají kořist přímo do čelistí.

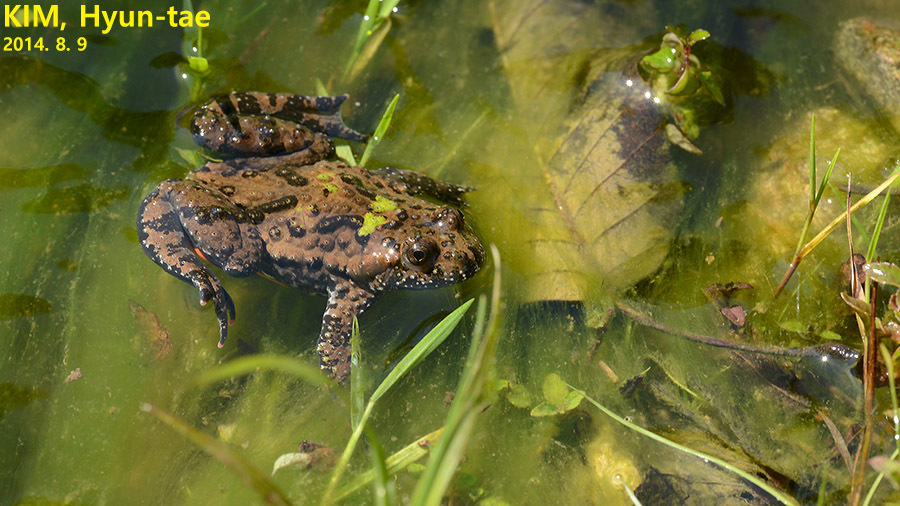
Jedinec v přírodě v Jižní Koreji u nádrže Sinchang

## Rozmnožování
Pohlavní dospělosti jedinci dosahují ve prvním roce života. Pohlavně dospělí samečci se na jaře po hibernaci začnou zdržovat v blízkosti vody a zvučným kuňkáním (připomínajícím štěkání) dávají najevo svou přítomnost samičkám. Jsou-li samičky připravené k páření, vyčkávají ve vodě. Sameček pak pomocí malých pářících mozolů na končetinách uchopí samičku v pánevní oblasti. Samičky pak vypouští vajíčka, které sameček rovnou oplodňuje. Samice nakladou přibližně 100 vajíček na vodní rostliny (počet vajíček závisí na stáří samičky). Pulci se z vajíček vylíhnou po 3–8 dnech. Metamorfóza nastává po 4–6 týdnech.

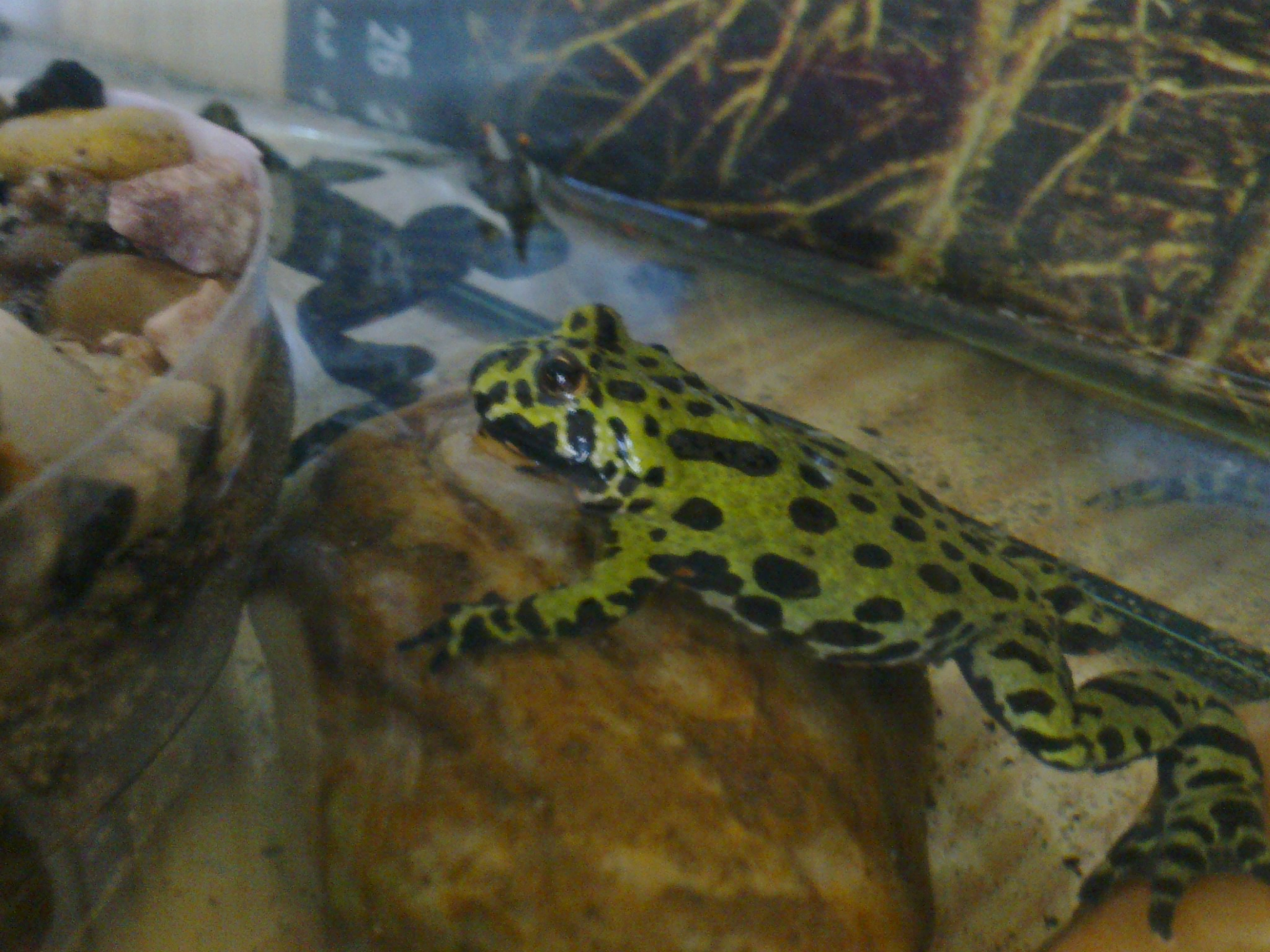
Chovaná kuňka východní

## Chov
Kuňka východní je mezi chovateli značně oblíbená žabka. Tento druh je poměrně odolný a není na chov nikterak náročný. Doporučuje se chovat vícero jedinců v přiměřeně velkém akvateráriu. Polovinu až dvě třetiny plochy by měla tvořit vodní plocha o hloubce asi 10 cm. Jelikož vylučují jedovatý kožní sekret, není vhodné chovat kuňky východní společně s jiným druhem žab a je zapotřebí pravidelně čistit akvaterárium (kuňky jsou citlivé k vlastnímu toxinu). Vhodnou stravou jsou cvrčci, sarančata a jiný hmyz, také žížaly, nitěnky apod. Pulci se krmí vařeným špenátem, krmením pro rybičky, později pozřou i nitěnky. Aby se kuňky rozmnožovaly, je důležité je zazimovat. Zimování by mělo trvat alespoň dva měsíce na vlhkém zastíněném místě, teplota prostředí by se měla pohybovat v rozmezí 3–8 °C. Zimování by měl předcházet asi dvoutýdenní půst, který následuje po měsíci vydatného krmení. Stravu je dobré doplnit o vitaminové a minerální přípravky.